# Hoikkasaari (ö i Mellersta Finland, Saarijärvi-Viitasaari, lat 63,13, long 25,71)
Hoikkasaari är en ö i Finland. Den ligger i sjön Ylä-Keitele och i kommunen Viitasaari i den ekonomiska regionen  Saarijärvi-Viitasaari och landskapet Mellersta Finland, i den centrala delen av landet, 300 km norr om huvudstaden Helsingfors. Öns area är 0,9 hektar och dess största längd är 180 meter i öst-västlig riktning.